# Вальохи-Монькі
Вальохи-Монькі (пол. Walochy-Mońki) — село в Польщі, у гміні Рутки Замбровського повіту Підляського воєводства.
Населення — 39 осіб (2011).
У 1975-1998 роках село належало до Ломжинського воєводства.

## Демографія
Демографічна структура станом на 31 березня 2011 року:
|          | Загалом | Допрацездатний вік | Працездатний вік | Постпрацездатний вік |
| -------- | ------- | ------------------ | ---------------- | -------------------- |
| Чоловіки | 17      | 4                  | 11               | 2                    |
| Жінки    | 22      | 5                  | 13               | 4                    |
| Разом    | 39      | 9                  | 24               | 6                    |